# Histoires des Littératures

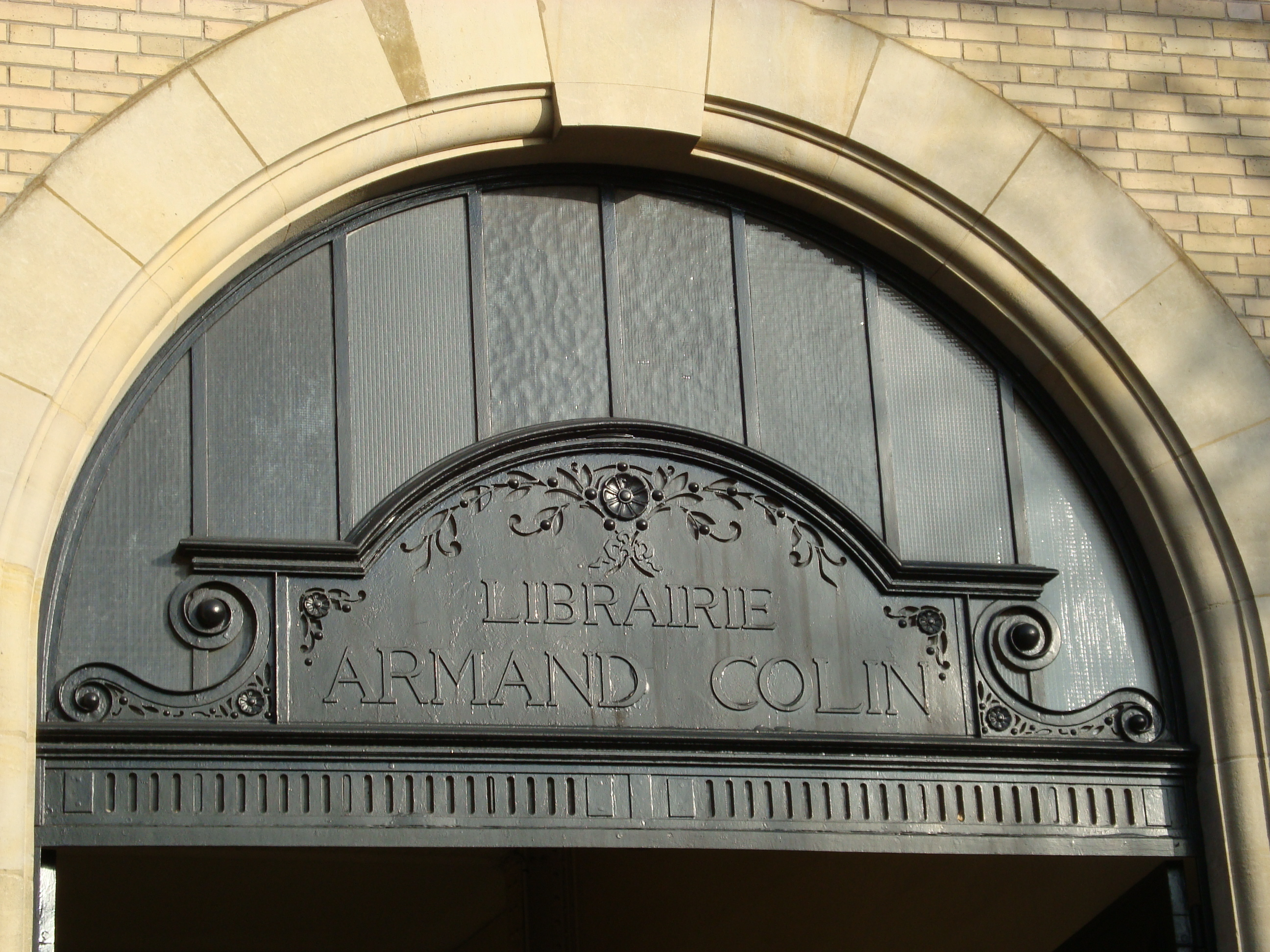
Librairie Armand Colin

Histoires des Littératures (französisch für Geschichten der Literaturen) ist eine französische Buchreihe zur Literaturgeschichte, die Anfang des 20. Jahrhunderts in der Librairie Armand Colin in Paris erschien. Renommierte Fachgelehrte haben an ihr mitgewirkt. Einige der enthaltenen Werke erschienen als Übersetzung. Einige der Bände erschienen in weiteren, überarbeiteten und erweiterten Auflagen. Der Band Littérature italienne (Italienische Literatur) beispielsweise – der die Ursprünge der italienischen Literatur bis zum Tod Dantes behandelt, die Renaissance, den Klassizismus, die Dekadenzdichtung und die Literatur des neuen Italien – wurde von der Académie française mit dem Prix Halphen ausgezeichnet. Die Reihe enthält Werke zur italienischen, spanischen, englischen, deutschen, russischen, amerikanischen, japanischen und arabischen Literatur. Die folgende Übersicht erhebt keinen Anspruch auf Aktualität oder Vollständigkeit.

## Übersicht
- Littérature italienne, Henri Hauvette. Digitalisat
- Littérature espagnole, James Fitzmaurice-Kelly.
- Littérature anglaise, Edmund Gosse (Übersetzung Henry-D. Davray).
- Littérature allemande, Arthur Chuquet. Digitalisat
- Littérature russe, K. Waliszewski. Digitalisat
- Littérature américaine, William P. Trent (Übersetzung Henry-D. Davray). Digitalisat
- Littérature japonaise, William George Aston (Übersetzung Henry-D, Davray). Digitalisat
- Littérature arabe, Clément Huart. Digitalisat